# Nicholas Jonas (álbum)
Nicholas Jonas es el álbum debut del cantante estadounidense Nick Jonas. Lanzado el 16 de diciembre de 2004 bajo los sellos discográficos INO Records y Columbia Records

## Lista de canciones
| N.º   | Título                                  | Duración |  |
| 1.    | «Dear God»                              | 3:20     |  |
| 2.    | «Time for Me to Fly»                    | 3:30     |  |
| 3.    | «Appreciate»                            | 3:09     |  |
| 4.    | «When You Look Me in the Eyes»          | 4:02     |  |
| 5.    | «Higher Love»                           | 3:59     |  |
| 6.    | «Please Be Mine»                        | 4:22     |  |
| 7.    | «I Will Be the Light»                   | 4:24     |  |
| 8.    | «Don't Walk Away»                       | 3:43     |  |
| 9.    | «Joy to the World (A Christmas Prayer)» | 4:27     |  |
| 10.   | «Crazy Kinda Crush on You»              | 2:59     |  |
| 11.   | «Wrong Again»                           | 4:01     |  |
| 40:37 |                                         |          |  |